# Castellini Bluff
Das Castellini Bluff ist ein 500 m hohes Felsenkliff im Westen von White Island im antarktischen Ross-Archipel. Es ragt zwischen dem Dibble Bluff und Mount Nesos auf.
Das Advisory Committee on Antarctic Names benannte das Kliff 2005 nach Michael A. Castellini von der University of Alaska in Fairbanks, der zwischen 1977 und 2004 die Populationsentwicklung der Weddellrobbe im Meereisgebiet des McMurdo-Sunds untersuchte, darunter im Winter 1981 auf White Island.